# 제58회 베네치아 국제 영화제
제58회 베네치아 국제 영화제는 2001년 8월 29일에 열린 시상식이다. 이탈리아 베니스 Sala Grande, Palazzo del Cinema에서 개최되었다.

## 수상 및 후보

### 황금사자상
- 몬순 웨딩 - 미라 네이어 수상

### 볼피컵 여우주연상
- 내 눈 속의 빛 - 산드라 체카렐리 수상

### 볼피컵 남우주연상
- 내 눈 속의 빛 - 루이지 로 카치오 수상

### 심사위원 특별상
- 개같은 나날 - 울리히 사히들 수상

### 골든오셀라 각본상
- 이 투 마마 - 카를로스 쿠아론, 알폰소 쿠아론 수상

### 신인연기상
- 이 투 마마 - 가엘 가르시아 베르날 수상
- 이 투 마마 - 디에고 루나 수상

### 미래의 사자상
- 빵과 우유 - 얀 치트코비치 수상
- 빵과 우유 - 다니엘 호체바 수상

### 올해의 사자상
- 해선 - 주 웬 수상

### 특별감독상
- 비밀 투표 - 바박 파야미 수상

### 엘비라 노타리 상 - 특별 언급
- Bamboleho - 루이스 프리에토 수상
- 버스 44 - 데이얀 엉 수상